# Liste der Baudenkmale in Leese
In der Liste der Baudenkmale in Leese sind alle Baudenkmale der niedersächsischen Gemeinde Leese aufgelistet. Die Quelle der Baudenkmale ist der Denkmalatlas Niedersachsen. Der Stand der Liste ist der 29. Oktober 2020.

## Allgemein
In den Spalten befinden sich folgende Informationen:
- Lage: die Adresse des Baudenkmales und die geographischen Koordinaten. Kartenansicht, um Koordinaten zu setzen. In der Kartenansicht sind Baudenkmale ohne Koordinaten mit einem roten Marker dargestellt und können in der Karte gesetzt werden. Baudenkmale ohne Bild sind mit einem blauen Marker gekennzeichnet, Baudenkmale mit Bild mit einem grünen Marker.
- Bezeichnung: Bezeichnung des Baudenkmales
- Beschreibung: die Beschreibung des Baudenkmales. Unter § 3 Abs. 2 NDSchG werden Einzeldenkmale und unter § 3 Abs. 3 NDSchG Gruppen baulicher Anlagen und deren Bestandteile ausgewiesen.
- ID: die Objekt-ID des Baudenkmales
- Bild: ein Bild des Baudenkmales, ggf. zusätzlich mit einem Link zu weiteren Fotos des Baudenkmals im Medienarchiv Wikimedia Commons. Wenn man auf das Kamerasymbol klickt, können Fotos zu Baudenkmalen aus dieser Liste hochgeladen werden:

## Helzendorf

### Gruppe: Loccumer Straße 2
Die Gruppe „Loccumer Straße 2“ hat die ID 31037029.

| Lage                                         | Bezeichnung | Beschreibung | ID       | Bild |
| -------------------------------------------- | ----------- | ------------ | -------- | ---- |
| Loccumer Straße 2 52° 30′ 20″ N, 9° 6′ 56″ O | Brennerei   |              | 31047417 |      |
| Loccumer Straße 2 52° 30′ 20″ N, 9° 6′ 55″ O | Wohnhaus    |              | 31047393 |      |

### Einzelbaudenkmale
| Lage                                                                   | Bezeichnung              | Beschreibung | ID       | Bild           |
| ---------------------------------------------------------------------- | ------------------------ | --- | -------- | -------------- |
| Kirchplatz 52° 30′ 18″ N, 9° 6′ 49″ O                                  | Kirche                   | Die evangelische Pfarrkirche wurde von 1873 bis 1874 nach einem Entwurf von C. W. Hase erbaut. Es ist eine neugotische Kirche mit einem Westturm und einem polygonalen Chorschluss. Im Inneren befindet sich eine Sandsteintaufe aus dem dritten Drittel des 13. Jahrhunderts. | 31047162 | Weitere Bilder |
| Niedersachsenring 1 52° 30′ 27″ N, 9° 6′ 41″ O                         | Wohn-/Wirtschaftsgebäude | | 31047289 |                |
| Stolzenauer Straße 11 52° 30′ 21″ N, 9° 6′ 46″ O                       | Wohn-/Wirtschaftsgebäude | | 31047271 |                |
| Stolzenauer Straße 9 52° 30′ 20″ N, 9° 6′ 46″ O                        | Wohnhaus                 | | 31047254 |                |
| Kirchplatz 6 52° 30′ 19″ N, 9° 6′ 49″ O                                | Pfarrhaus                | | 31047439 |                |
| Sandgraben 11 52° 30′ 17″ N, 9° 6′ 44″ O                               | Wohn-/Wirtschaftsgebäude | | 31047238 |                |
| Loccumer Straße 19 52° 30′ 16″ N, 9° 6′ 56″ O                          | Wohnhaus                 | | 31047183 |                |
| Loccumer Straße/Friedrich-Ludwig-Jahn-Straße 52° 30′ 10″ N, 9° 7′ 4″ O | Friedhof                 | Kriegsgräberanlage 1939/45 | 31047201 |                |